# 达喀尔区
达喀尔区是塞内加尔面积最小但人口最多的一个行政区，首府达喀尔也是该国首都。达喀尔区包含达喀尔及其位于非洲大陆最西部佛得角半岛的市郊地区。
达喀尔区下设达喀尔（Dakar）、和四省。